# Зофрис, Мэри
Мэ́ри Зо́фрис (англ. Mary Zophres, греческий вариант имени — Арети́-Мари́я Зафиропу́лу (греч. Αρετή-Μαρία Ζαφειροπούλου); род. 23 марта 1964, Форт-Лодердейл, Флорида, США) — американская художница по костюмам. Лауреат премии «Сатурн» (2009).

## Биография

### Ранние годы, семья и образование
Родилась 23 марта 1964 года в Форт-Лодердейле (Флорида, США) в семье грека Василиса Зафиропулоса родом из Янины (Эпир, Греция). Сразу после окончания Второй мировой войны, вместе со своей матерью и сёстрами он иммигрировал в США, последовав за отцом, который задолго до этого приехал в Соединённые Штаты для получения образования. Семья матери Мэри родом из Италии, но сама она родилась в США.
Будучи ребёнком, посещала греческую школу и церковь. Немного владеет греческим языком. После смерти её бабушки, в семье перестали говорить по-гречески.
С раннего возраста проявляла особый интерес к одежде. Когда ей исполнилось семь лет, родители открыли магазин одежды, и Мэри никогда не упускала случая помочь им.
Окончила Вассарский колледж с учёными степенями в области искусствоведения и студийного искусства.

### Карьера
В сфере индустрии моды работала с Нормой Камали и в компании «Esprit».
При создании фильма Оливера Стоуна «Рождённый четвёртого июля» (1989) работала под руководством художницы по костюмам Джуди Раскин. Позднее была помощницей Раскин во время производства ещё трёх фильмов, включая «Городские пижоны» (1991).
Переехав в Лос-Анджелес, работала с дизайнером Ричардом Хорнунгом над тремя фильмами, в том числе «Подручный Хадсакера» (1994) братьев Коэнов. Когда при создании фильма «Фарго» (1996) состояние здоровья Хорнунга ухудшилось, Зофрис сменила его. Впоследствии сотрудничала с Коэнами при производстве их фильмов, а также работала над целым рядом других фильмов.

## Личная жизнь
С 2006 года замужем за актёром, сценаристом и продюсером Мюрреем Валериано, в браке с которым имеет сына Фрэнка.

## Фильмография
| Фильмы | Фильмы                                          | Фильмы                                             | Фильмы |
| Год    | На русском языке                                | На языке оригинала                                 | Награды и номинации |
| ------ | ----------------------------------------------- | -------------------------------------------------- | --- |
| 1994   | ППУ                                             | PCU                                                | |
| 1994   | Тупой и ещё тупее                               | Dumb and Dumber                                    | |
| 1995   | Измученные походом                              | Bushwhacked                                        | |
| 1996   | Фарго                                           | Fargo                                              | |
| 1996   | Заводила                                        | Kingpin                                            | |
| 1996   | Последний из великих королей                    | The Last of the High Kings                         | |
| 1997   | Подкоп в Китай                                  | Digging to China                                   | |
| 1997   | Изображая бога                                  | Playing God                                        | |
| 1998   | Большой Лебовски                                | The Big Lebowski                                   | |
| 1998   | Господь сказал — Ха!                            | God Said Ha!                                       | |
| 1998   | Поли                                            | Paulie                                             | |
| 1998   | Все без ума от Мэри                             | There’s Something About Mary                       | |
| 1998   | Где же Марлоу?                                  | Where’s Marlowe?                                   | |
| 1998   | Хитрый вор                                      | Thick as Thieves                                   | |
| 1999   | Каждое воскресенье                              | Any Given Sunday                                   | |
| 2000   | О, где же ты, брат?                             | O Brother, Where Art Thou?                         | Номинация на премию Общества кинокритиков Лас-Вегаса за лучший дизайн костюмов |
| 2001   | Человек, которого не было                       | The Man Who Wasn’t There                           | |
| 2001   | Призрачный мир                                  | Ghost World                                        | |
| 2002   | Миля лунного света                              | Moonlight Mile                                     | |
| 2002   | Поймай меня, если сможешь                       | Catch Me If You Can                                | Номинация на премию BAFTA за лучший дизайн костюмов |
| 2003   | Вид сверху лучше                                | View from the Top                                  | |
| 2003   | Невыносимая жестокость                          | Intolerable Cruelty                                | |
| 2004   | Игры джентльменов                               | The Ladykillers                                    | |
| 2004   | Терминал                                        | The Terminal                                       | |
| 2005   | Колдунья                                        | Bewitched                                          | |
| 2007   | Козырные тузы                                   | Smokin' Aces                                       | |
| 2007   | Старикам тут не место                           | No Country for Old Men                             | |
| 2007   | Львы для ягнят                                  | Lions for Lambs                                    | |
| 2008   | Индиана Джонс и Королевство хрустального черепа | Indiana Jones and the Kingdom of the Crystal Skull | Премия «Сатурн» за лучшие костюмы |
| 2008   | После прочтения сжечь                           | Burn After Reading                                 | |
| 2009   | Серьёзный человек                               | A Serious Man                                      | |
| 2010   | Железный человек 2                              | Iron Man 2                                         | |
| 2010   | Железная хватка                                 | True Grit                                          | Номинация на премию «Оскар» за лучший дизайн костюмов Номинация на премию BAFTA за лучший дизайн костюмов Номинация на премию Общества кинокритиков Феникса за лучший дизайн костюмов Номинация на премию Общества кинокритиков Лас-Вегаса за лучший дизайн костюмов Номинация на премию Гильдии художников по костюмам за лучшие костюмы в историческом фильме Номинация на кинопремию «Выбор критиков» за лучший дизайн костюмов |
| 2011   | Ковбои против пришельцев                        | Cowboys & Aliens                                   | |
| 2012   | Люди как мы                                     | People Like Us                                     | |
| 2013   | Охотники на гангстеров                          | Gangster Squad                                     | |
| 2013   | Внутри Льюина Дэвиса                            | Inside Llewyn Davis                                | |
| 2014   | Интерстеллар                                    | Interstellar                                       | Номинация на премию Гильдии художников по костюмам за лучшие костюмы в современном фильме |
| 2016   | Да здравствует Цезарь!                          | Hail, Caesar!                                      | Номинация на премию Гильдии художников по костюмам за лучшие костюмы в современном фильме Номинация на премию Гильдии художников по костюмам за лучшие костюмы в историческом фильме |
| 2016   | Ла-Ла Ленд                                      | La La Land                                         | Номинация на премию «Оскар» за лучший дизайн костюмов Номинация на премию BAFTA за лучший дизайн костюмов Номинация на премию «Спутник» за лучший дизайн костюмов Премия Общества кинокритиков Сан-Диего за лучший дизайн костюмов Номинация на премию Общества кинокритиков Феникса за лучший дизайн костюмов Номинация на премию Общества кинокритиков Лас-Вегаса за лучший дизайн костюмов Премия Гильдии художников по костюмам за лучшие костюмы в современном фильме Номинация на кинопремию «Выбор критиков» за лучший дизайн костюмов |
| 2017   | Битва полов                                     | Battle of the Sexes                                | |
| 2018   | Человек на Луне                                 | First Man                                          | |
| 2018   | Баллада Бастера Скраггса                        | The Ballad of Buster Scruggs                       | Номинация на «Оскар» за лучший дизайн костюмов Номинация на BAFTA за лучший дизайн костюмов |
| 2020   | Антебеллум                                      | Antebellum                                         | |
| 2022   | Смерть на Ниле                                  | Death on the Nile                                  | |